# Römisch-katholische Kirche im Vereinigten Königreich
Die römisch-katholische Kirche im Vereinigten Königreich umfasst etwa 6 Millionen Mitglieder, d. h. etwa 10 % der Bevölkerung.
Traditionell bestehen auf den Britischen Inseln drei getrennte Bischofskonferenzen:
- Bischofskonferenz von England und Wales, für die Landesteile England und Wales des Vereinigten Königreichs sowie für die Britische Überseegebiete Gibraltar und die Falklandinseln
- Schottische Bischofskonferenz, für den Landesteil Schottland des Vereinigten Königreichs
- Irische Bischofskonferenz, für den Landesteil Nordirland des Vereinigten Königreichs sowie die Republik Irland.

## Geschichte
König Heinrich VIII. trennte 1531 die katholische Kirche in England und Wales vom Papsttum und schuf anschließend die Church of England. Papst Pius V. exkommunizierte mit der Bulle am 25. Februar 1570 die englische Königin Elisabeth I. Fortan wurden die Katholiken in England und Wales, später im Vereinigten Königreich insgesamt, teils verfolgt, teils durch die Penal Laws unterdrückt, durch die Testakte von allen öffentlichen Ämtern und der Vertretung im Parlament ausgeschlossen oder als Bürger zweiter Klasse behandelt. „Papisten“ wurden als illoyal verdächtigt.
Nachdem Irland 1800 durch den Act of Union mit Großbritannien zum Vereinigten Königreich Großbritannien und Irland zusammengeschlossen worden war, stieg der Bevölkerungsanteil der Katholiken im Vereinigten Königreich stark an. Die seit 1805 in Irland entstehenden „katholischen Assoziationen“ forderten ein Ende der Diskriminierung. Das britische Parlament und die britische Regierung mussten die antikatholischen Maßnahmen lockern. Es kam – Schritt für Schritt – zur Katholikenemanzipation. 1829 hatten die Katholiken die rechtliche Gleichstellung im Wesentlichen erreicht, wenngleich zahlreiche Beschränkungen weiterhin bestanden. Die katholische Kirche erstarkte. 1850 wurde die Wiederherstellung der katholischen Hierarchie möglich. König Georg V. 1914 ernannte Henry Howard (1843–1921) zum Vertreter des Vereinigten Königreichs beim Heiligen Stuhl („Envoy Extraordinary and Minister Plenipotentiary on a Special Mission to His Holiness the Pope“). Seit 1938 unterhalten das Vereinigte Königreich und der Heilige Stuhl volle diplomatische Beziehungen. Apostolischer Nuntius ist seit April 2023 Erzbischof Miguel Maury Buendía.

## Diözesane Gliederung
Lateinische Kirche
Im Vereinigten Königreich bestehen insgesamt acht Kirchenprovinzen, vier in England (mit der Isle of Man und den Kanalinseln), zwei in Schottland und je eine in Wales und Nordirland, die sich auch auf Teile der Republik Irland erstreckt. Sie gliedern sich in acht Erzdiözesen und 27 Suffragandiözesen. Dazu gibt es noch zwei Einheiten, die England, Wales und Schottland umfassen, das Militärordinariat und das Personalordinariat Unserer Lieben Frau von Walsingham.

### Kirchenprovinz Armagh
Zur Kirchenprovinz gehören neben den aufgeführten Bistümern auch die Bistümer Ardagh, Kilmore, Meath und Raphoe, die auf dem Gebiet der Republik Irland liegen. Das Erzbistum Armagh, das Bistum Clogher und das Bistum Derry haben Gebietsanteile in Nordirland und der Republik Irland.
| Erzbistum/Bistum                                   | Kathedrale                                         | Kathedrale | Lage des Bistums in der Kirchenprovinz | Webseite                  |
| -------------------------------------------------- | -------------------------------------------------- | ---------- | -------------------------------------- | ------------------------- |
| Erzbistum Armagh Erzbischof von Armagh             | St Patrick’s Cathedral, Armagh                     |            |                                        | www.armagharchdiocese.org |
| Bistum Clogher Bischof von Clogher                 | St Macartan's Cathedral, Monaghan                  |            |                                        | www.clogherdiocese.ie     |
| Bistum Derry Bischof von Derry                     | St Eugene's Cathedral, Derry                       |            |                                        | www.derrydiocese.org      |
| Bistum Down und Connor Bischof von Down und Connor | St. Peter’s Cathedral, Belfast                     |            |                                        | www.downandconnor.org     |
| Bistum Dromore Bischof von Dromore                 | Cathedral of Saint Patrick and Saint Colman, Newry |            |                                        | www.dromorediocese.org    |

### Kirchenprovinz Birmingham
| Wappen | Erzbistum/Bistum                               | Gründung | Kathedrale                                                                      | Kathedrale | Lage der Diözesen in der Kirchenprovinz | Webseite                     |
| ------ | ---------------------------------------------- | -------- | ------------------------------------------------------------------------------- | ---------- | --------------------------------------- | ---------------------------- |
|        | Erzbistum Birmingham Erzbischof von Birmingham | 1850     | St. Chad’s Cathedral, Birmingham                                                |            |                                         | www.birminghamdiocese.org.uk |
|        | Bistum Clifton Bischof von Clifton             | 1850     | Kathedrale St. Peter und Paul, Clifton, ein Stadtteil von Bristol               |            | www.cliftondiocese.com                  |                              |
|        | Bistum Shrewsbury Bischof von Shrewsbury       | 1850     | Cathedral of Our Lady Help of Christians and St. Peter of Alcantara, Shrewsbury |            | www.dioceseofshrewsbury.org             |                              |

### Kirchenprovinz Cardiff-Menevia
| Wappen | Erzbistum/Bistum                                         | Gründung | Kathedrale                                | Kathedrale | Lage der Diözesen in der Kirchenprovinz | Webseite      |
| ------ | -------------------------------------------------------- | -------- | ----------------------------------------- | ---------- | --------------------------------------- | ------------- |
|        | Erzbistum Cardiff-Menevia Erzbischof von Cardiff-Menevia | 1850     | Cathedral Church of St. David, Cardiff    |            |                                         | www.rcadc.org |
|        | Bistum Wrexham Bischof von Wrexham                       | 1987     | Cathedral of Our Lady of Sorrows, Wrexham |            | www.wrexhamdiocese.org.uk               |               |

### Kirchenprovinz Glasgow
| Wappen | Erzbistum/Bistum                         | Gründung | Kathedrale                                    | Kathedrale | Lage des Bistums in Schottland | Webseite                  |
| ------ | ---------------------------------------- | -------- | --------------------------------------------- | ---------- | ------------------------------ | ------------------------- |
|        | Erzbistum Glasgow Erzbischof von Glasgow | 1878     | St Andrew’s Cathedral, Glasgow                |            |                                | www.rcag.org.uk           |
|        | Bistum Motherwell Bischof von Motherwell | 1947     | Cathedral of Our Lady of Good Aid, Motherwell |            |                                | www.rcdom.org.uk          |
|        | Bistum Paisley Bischof von Paisley       | 1947     | St Mirin’s Cathedral, Paisley                 |            |                                | www.paisleydiocese.org.uk |

### Kirchenprovinz Liverpool
| Wappen | Erzbistum/Bistum                                             | Gründung | Kathedrale                                           | Kathedrale | Lage der Diözesen in der Kirchenprovinz | Webseite                     |
| ------ | ------------------------------------------------------------ | -------- | ---------------------------------------------------- | ---------- | --------------------------------------- | ---------------------------- |
|        | Erzbistum Liverpool Erzbischof von Liverpool                 | 1850     | Metropolitan Cathedral of Christ the King, Liverpool |            |                                         | The Archdiocese of Liverpool |
|        | Bistum Hallam Bischof von Hallam                             | 1980     | Cathedral Church of St. Marie, Sheffield             |            | www.hallam-diocese.com                  |                              |
|        | Bistum Hexham und Newcastle Bischof von Hexham und Newcastle | 1850     | Cathedral Church of St. Mary, Newcastle upon Tyne    |            | www.rcdhn.org.uk                        |                              |
|        | Bistum Lancaster Bischof von Lancaster                       | 1924     | Cathedral Church of St. Peter, Lancaster             |            | www.lancasterdiocese.org.uk             |                              |
|        | Bistum Leeds Bischof von Leeds                               | 1878     | Cathedral Church of St. Anne, Leeds                  |            | www.dioceseofleeds.org.uk               |                              |
|        | Bistum Middlesbrough Bischof von Middlesbrough               | 1878     | Cathedral Church of St. Mary, Middlesbrough          |            | middlesbrough-diocese.org.uk            |                              |
|        | Bistum Salford Bischof von Salford                           | 1850     | Cathedral Church of St. John the Evangelist, Salford |            | www.salforddiocese.org.uk               |                              |

### Kirchenprovinz St. Andrews und Edinburgh
| Wappen | Erzbistum/Bistum                                                                 | Gründung | Kathedrale                                        | Kathedrale | Lage des Bistums in Schottland | Webseite                      |
| ------ | -------------------------------------------------------------------------------- | -------- | ------------------------------------------------- | ---------- | ------------------------------ | ----------------------------- |
|        | Erzbistum Saint Andrews und Edinburgh Erzbischof von Saint Andrews und Edinburgh | 1878     | St. Mary’s Cathedral, Edinburgh                   |            |                                | www.archdiocese-edinburgh.com |
|        | Bistum Aberdeen Bischof von Aberdeen                                             | 1878     | Cathedral of St. Mary of the Assumption, Aberdeen |            |                                | www.dioceseofaberdeen.org/    |
|        | Bistum Argyll and the Isles Bischof von Argyll and the Isles                     | 1878     | Cathedral of St Columba, Oban                     |            |                                | www.rcdai.org.uk              |
|        | Bistum Dunkeld Bischof von Dunkeld                                               | 1878     | St Andrew’s Cathedral, Dundee                     |            |                                | www.dunkelddiocese.org.uk     |
|        | Bistum Galloway Bischof von Galloway                                             | 1878     | Cathedral of St. Margaret, Ayr                    |            |                                | www.gallowaydiocese.org.uk    |

### Kirchenprovinz Southwark
| Wappen | Erzbistum/Bistum                                             | Gründung | Kathedrale                                                  | Kathedrale | Lage der Diözesen in der Kirchenprovinz | Webseite              |
| ------ | ------------------------------------------------------------ | -------- | ----------------------------------------------------------- | ---------- | --------------------------------------- | --------------------- |
|        | Erzbistum Southwark Erzbischof von Southwark                 | 1851     | St. George’s Cathedral, Southwark                           |            |                                         | www.rcsouthwark.co.uk |
|        | Bistum Arundel und Brighton Bischof von Arundel und Brighton | 1965     | Cathedral Church of Our Lady and St. Philip Howard, Arundel |            | www.dabnet.org                          |                       |
|        | Bistum Plymouth Bischof von Plymouth                         | 1850     | Cathedral Church of St. Mary and St. Boniface, Plymouth     |            | www.plymouth-diocese.org.uk             |                       |
|        | Bistum Portsmouth Bischof von Portsmouth                     | 1882     | Cathedral Church of St. John the Evangelist, Portsmouth     |            | www.portsmouthdiocese.org.uk            |                       |

### Kirchenprovinz Westminster
| Wappen | Erzbistum/Bistum                                 | Gründung | Kathedrale                                            | Kathedrale | Lage der Diözesen in der Kirchenprovinz | Webseite         |
| ------ | ------------------------------------------------ | -------- | ----------------------------------------------------- | ---------- | --------------------------------------- | ---------------- |
|        | Erzbistum Westminster Erzbischof von Westminster | 1622     | Westminster Cathedral, London                         |            |                                         | www.rcdow.org.uk |
|        | Bistum Brentwood Bischof von Brentwood           | 1917     | Cathedral Church of St. Mary and St. Helen, Brentwood |            | www.dioceseofbrentwood.net              |                  |
|        | Bistum East Anglia Bischof von East Anglia       | 1976     | Cathedral of St. John the Baptist, Norwich            |            | www.catholiceastanglia.org              |                  |
|        | Bistum Northampton Bischof von Northampton       | 1850     | Cathedral of Our Lady and St. Thomas, Northampton     |            | www.northamptondiocese.org              |                  |
|        | Bistum Nottingham Bischof von Nottingham         | 1850     | Cathedral of St. Barnabas, Nottingham                 |            | www.dioceseofnottingham.uk              |                  |

Syro-malabarische Kirche
- Eparchie Großbritannien

Ukrainische griechisch-katholische Kirche
- Eparchie Holy Family of London